# Kościół św. Jakuba w Szczyrku
Kościół św. Jakuba w Szczyrku – kościół parafialny parafii św. Jakuba w Szczyrku, przy ul. Beskidzkiej 107. Dekretem ks. bpa Tadeusza Rakoczego z 12 kwietnia 2011 roku kościół został ustanowiony diecezjalnym Sanktuarium św. Jakuba.
Kościół znajduje się na Szlaku Architektury Drewnianej województwa śląskiego w pętli beskidzkiej.

## Historia

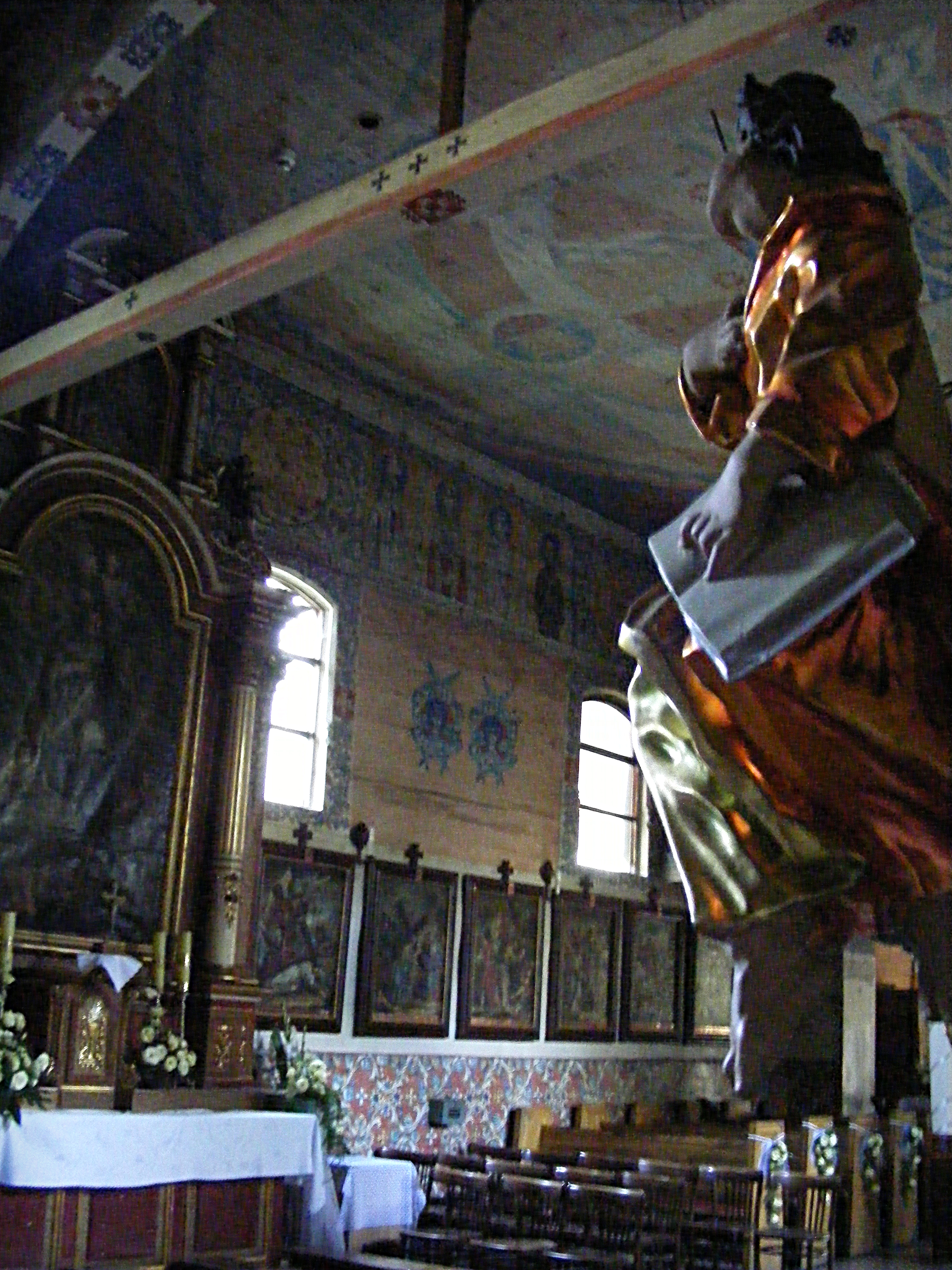
fragment wnętrza (2011)

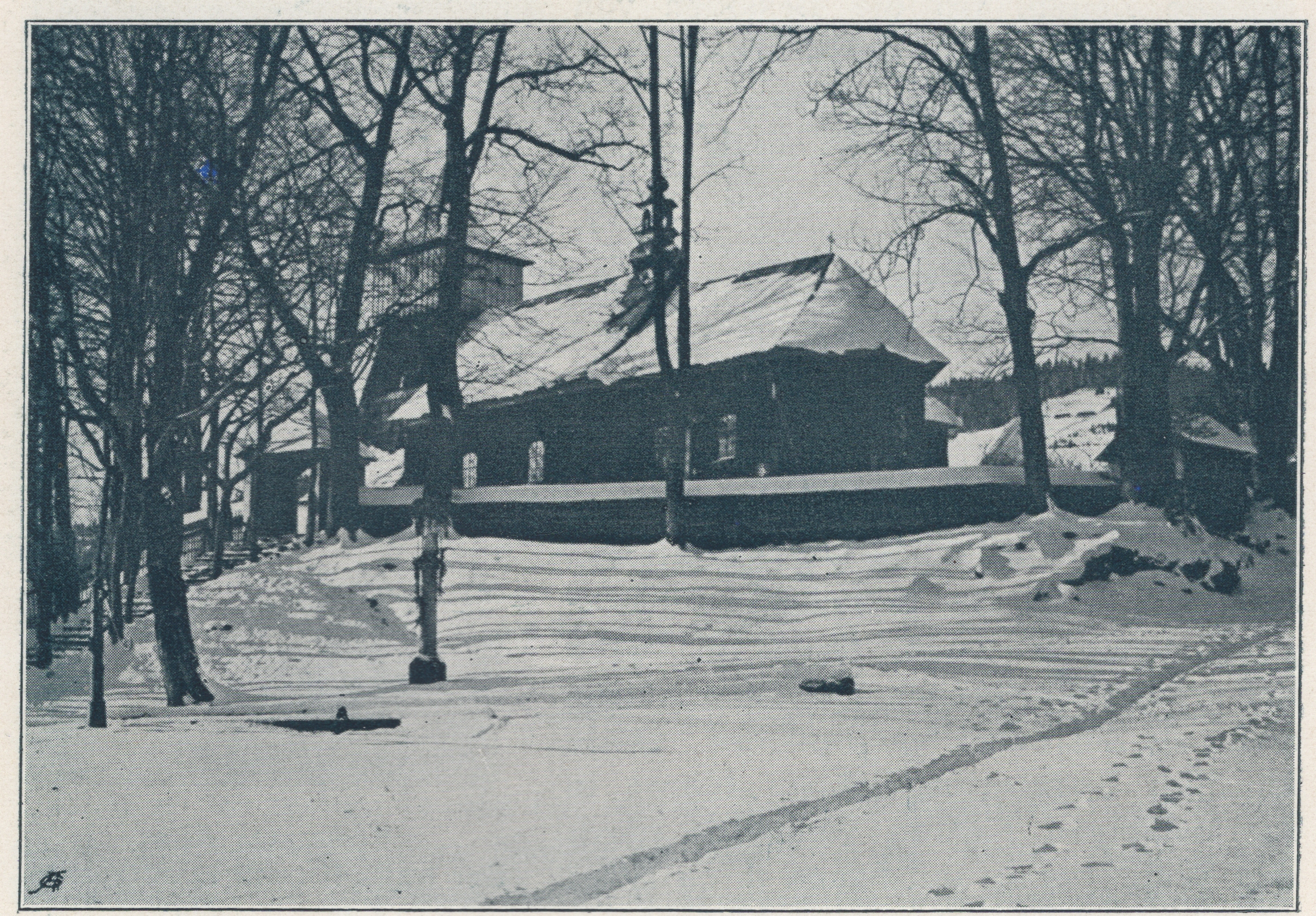
Kościół w 1913

Od początku osadnictwa w Szczyrku jego mieszkańcy należeli do parafii św. Szymona i św. Judy Tadeusza w Łodygowicach. Pod koniec XVIII w., gdy liczba mieszkańców wsi zbliżyła się do 2 tysięcy, rozpoczęto starania o założenie własnej parafii. Dekret o erygowaniu parafii wydano na dworze cesarskim w Wiedniu 14 kwietnia 1787 r. Potwierdzenia ze strony kościelnej dokonał biskup tarnowski, włączając nową parafię do dekanatu żywieckiego. Kościół zbudowany został w latach 1797–1800. Pierwszym proboszczem został ks. Wojciech Radoński. Wokół świątyni istniał cmentarz, na którym zmarłych grzebano do 1848 r.

## Konstrukcja
Kościół drewniany, konstrukcji zrębowej, z prostokątną nawą i węższym prezbiterium, nakrytymi dachami dwuspadowymi, krytymi gontem. Od frontu dostawiona czworokątna wieża konstrukcji słupowej z nadwieszoną izbicą, krytą smukłym dachem namiotowym o załamanych połaciach. Zewnętrzne ściany nawy, prezbiterium oraz pochyłe ściany wieży pobite gontem. Po zewnętrznej, wschodniej stronie świątyni rokokowy krzyż z 1797 r.

## Wnętrze świątyni
Wnętrze świątyni urządzone zostało w stylu późnobarokowym, a wyposażenie stanowią głównie zabytki pochodzące z klasztoru norbertanów w Nowym Sączu.
Ołtarz główny poświęcony jest patronowi kościoła: pośrodku znajduje się figura św. Jakuba Apostoła, po lewej stronie św. Piotra, zaś po stronie prawej św. Stanisława Kostki. Po lewej stronie świątyni znajduje się ołtarz Serca Jezusowego, po prawej stronie – ołtarz z obrazem św. Jana Nepomucena – drugiego patrona parafii, pochodzący z pierwszej połowy XVII w. Po lewej stronie prezbiterium późnobarokowa ambona z baldachimem i płaskorzeźbą przedstawiającą św. Ambrożego z płonącym sercem w ręku, u jej dołu postacie czterech Ewangelistów. Po otrzymaniu w roku 1814 zezwolenia na odprawianie nabożeństwa drogi krzyżowej umieszczono w kościele 14 barokowych obrazów malowanych na płótnie, przedstawiających mękę Jezusa. Obok ołtarza głównego po stronie lewej kamienna chrzcielnica z 1800 r. Z tego samego okresu pochodzą trzy kamienne kropielnice. Na chórze organy. Na wieży kościoła dzwon z 1691 r.